# La hora fría
La hora fría (br:A Hora Negra) é um filme espanhol, do ano de 2006, dos gêneros ficção científica e horror, dirigido por Elio Quiroga.

## Enredo
Durante a última guerra mundial forma usadas armas químicas que quase dizimaram toda a população da terra. Restaram poucos sobreviventes sãos e uma horda de seres mutantes. Oito pessoas, enclausuradas em um casarão tentam sobreviver estando constantemente em alerta devido aos ataques dos mutantes. Com a diminuição dos suprimentos são obrigados a empreender expedições perigosas em busca de víveres e munição, sempre perseguidos pelos montros.

## Elenco
| Nome               | Personagem     |
| ------------------ | -------------- |
| Silke              | María          |
| Omar Muñoz         | Jesús          |
| Pepo Oliva         | Judas          |
| Carola Manzanares  | Magda          |
| Jorge Casalduero   | Pedro          |
| Julio Perillán     | Pablo          |
| Sergio Villanueva  | Mateo          |
| Pablo Scola        | Lucas          |
| Nadia de Santiago  | Ana            |
| Marco González     | Saulo          |
| Luis Sánchez-Gijón | Voz Propaganda |

## Outros nomes do filme
| Nome            | País(es)       |
| --------------- | -------------- |
| The Cold Hour   | Alemanha       |
| Bio-Crisis      | Japão          |
| La hora oscura  | Argentina      |
| Mroczna godzina | Polônia        |
| The Dark Hour   | Estados Unidos |